# Odorrana schmackeri
Odorrana schmackeri är en groddjursart som först beskrevs av Oskar Boettger 1892.  Odorrana schmackeri ingår i släktet Odorrana och familjen egentliga grodor. IUCN kategoriserar arten globalt som livskraftig. Inga underarter finns listade i Catalogue of Life.